# Блайхах
Блайхах (нім. Blaichach) — громада в Німеччині, знаходиться в землі Баварія. Підпорядковується адміністративному округу Швабія. Входить до складу району Оберальгой. 
Площа — 50,18 км2. Населення становить 5809 ос. (станом на 31 грудня 2020).